# Stomias longibarbatus
Stomias longibarbatus är en fiskart som först beskrevs av Brauer 1902.  Stomias longibarbatus ingår i släktet Stomias och familjen Stomiidae. Inga underarter finns listade i Catalogue of Life.